# Jack Tripper
Jack Tripper es un personaje ficticio de la telecomedia estadounidense de finales de los años 70 y principios de los 80. Se basa en el personaje Robin Tripp de Un hombre en casa creado por Brian Cooke y Johnnie Mortimer. El papel de Jack fue interpretado por John Ritter.
El personaje apareció en Three's Company,  Tres son multitud (en Hispanoamérica) y Apartamento para tres (en España),  en 174 episodios de la serie, desde el 15 de marzo de 1977 al 18 de septiembre de 1984 Y después en la serie deribada en 22 episodios de Three's a Crowd del 25 de septiembre de 1984 al 9 de abril de 1985. 

## Introducción
Antes de Three's Company Jack sirvió en la marina de los Estados Unidos. En el principio de la serie, Jack conoció a Janet Wood y Chrissy Snow. A la mañana siguiente fue encontrado durmiendo en tina de baño luego de una fiesta en el departamento de ellas, Jack dio como explicación, " yo tenía un amigo que conocía a uno de los colados a la fiesta." 
Jack antes vivió en la YMCA (Young Men's Christian Association) y necesitó un lugar para quedarse. Janet razonó con el propietario del departamento de Stanley Roper en Santa Mónica, y él convino que Jack podría quedarse porque Janet dijo a Sr. Roper que Jack era gay. Jack en realidad era Heterosexual, la trama de la comedia juega con situaciones graciosas en torno a la sexualidad de Jack, haciendo creer a los caseros que es gay. Jack tenía un hermano mayor llamado Lee que apareció en un episodio, el cual creció a la sombra de él cuando eran niños.
Jack la mayor parte del tiempo hace el papel de torpe, el personaje varía en bufonadas, como slapstick en la comedia. Él es sumamente torpe y con tendencia a sufrir accidentes, el personaje de Jack utiliza el cuerpo como medio de empleo para hacer humor. Jack es una especie de mujeriego, pero también es bondadoso, leal y protector con las chicas.

## Trabajos
En el programa, Jack asistió a una universidad técnica local gracias al G.I. Bill para obtener un título en artes culinarias. Es un veterano de la Marina. Después de graduarse de la escuela de cocina, Jack trabajó en varios empleos temporales en su tiempo libre. Obtuvo el trabajo de chef en el restaurante Angelino. Jack consiguió su propio restaurante cuando Angelina alquiló su edificio vacío, en lugar de convertirlo en un estacionamiento. Jack llamó a su nuevo restaurante "El Bistró de Jack", un nombre que el Sr. Furley sugirió. Jack sirve su especialidad, que es la cocina francesa.